# Callochiton mayi cottoni
Callochiton mayi cottoni är en blötdjursart som först beskrevs av Weeding 1940.  Callochiton mayi cottoni ingår i släktet Callochiton och familjen Ischnochitonidae. Inga underarter finns listade i Catalogue of Life.